# Robert Haftel
Robert Haftel (fl. XX secolo) è stato un calciatore austriaco, di ruolo attaccante.

## Carriera
Disputa con il Torino il campionato di Prima Divisione della stagione 1925-1926, esordendo l'11 ottobre del 1925 in Torino-Verona (gara vinta 5-2 dai granata) e mettendo a segno l'unica sua rete con i piemontesi il 6 dicembre dello stesso anno, valida per il 2-1 finale della sua squadra contro l'Internazionale. Totalizza con il Torino 13 presenze.